# おしゃぶり

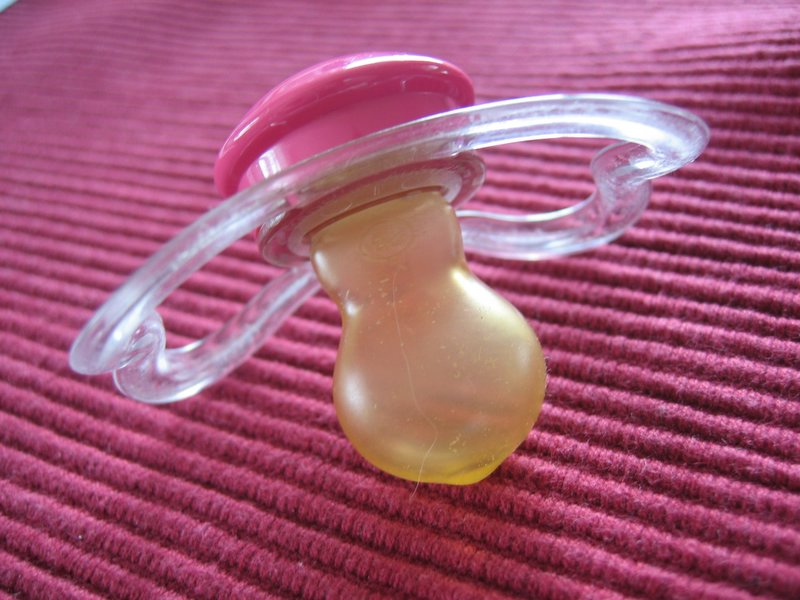
おしゃぶり

おしゃぶりは、乳幼児にしゃぶらせるための乳首型の育児用品である。材質はゴムまたはプラスチックでできている。

## 語源
日本語の「おしゃぶり」は、読んで字のごとく「しゃぶる」が語源になっている。米語の pacifier は "pacify" （落ち着かせる・あやす） 英語・オーストラリア英語： dummy は "dumb" （口のきけない人）、 soother は "soothe" （静める）がもとになっている。また、カナダ英語・アイリッシュ英語の rubber は「ゴム」、 plastic nipple は「プラスチックの乳首」の意。

## 歴史

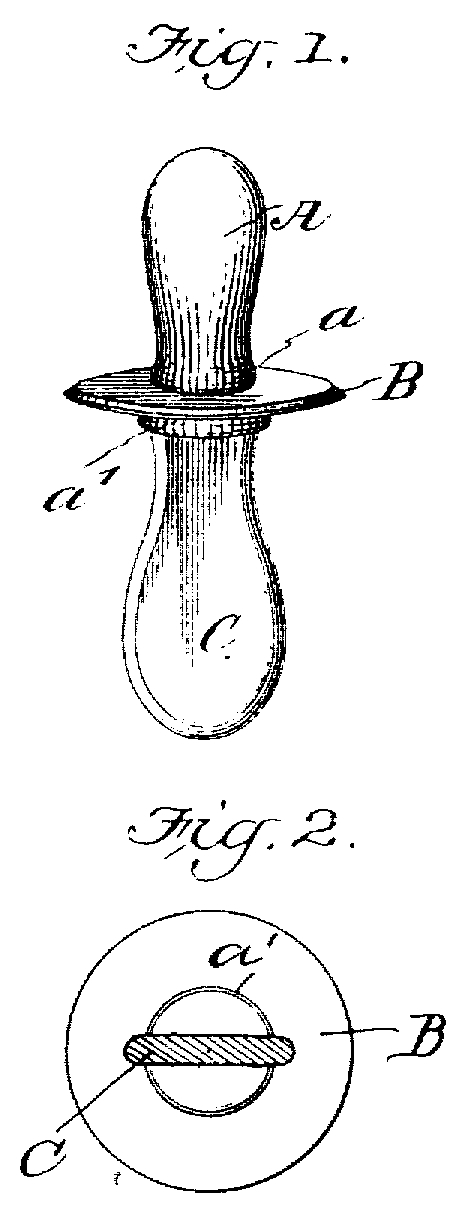
Baby Comforter design - 1900

現在は乳首とマウスシールド（飲み込みよけ）と持ち手という形状が一般的になっているが、それ以前にも色々な形状のものがあった。おしゃぶりが現在のような形になったのは1900年ごろである。当時、乳首とマウスシールド（飲み込みよけ）と持ち手のデザインのものが初めて米国で "baby comforter" として商標登録された。19世紀半ばの英国では、「ゴム製のリング」がやわらかい「歯固め（はがため）」として嬰児に与えられ、また哺乳瓶の乳首としても用いられていた。1902年、Sears Roebuckは「新型のゴム歯固めリング、ひとつは固く、もうひとつはやわらかい乳首」という広告を出した。1909年、「おしゃぶりおばちゃん」（"Auntie Pacifier"）と自称する女性が「『おしゃぶり』として売られているゴム乳首をしゃぶらせ続けることが庶民階級で広く行われているが」これは「（歯の）健康に対する脅威」であるとする警告をニューヨークタイムズに投稿した。
イギリスでも、おしゃぶりは乳母を雇えない庶民階級が用いる不衛生なものと見られていた。1914年、ロンドンのある医師はおしゃぶりについて「床に落としても母親はブラウスかエプロンで軽く拭き、自分でなめただけで赤ん坊の口に戻している」とこぼしている。
初期のおしゃぶりは黒、茶または白のゴム製で、当時の白ゴムには微量の鉛が含まれていた。有名ブランドのひとつに Binki があり、 Binki は米国ではおしゃぶりの代名詞にもなった。おしゃぶりなど育児用品のブランドで、当初の1935年ごろはBinky と、末尾を yでつづっていた。

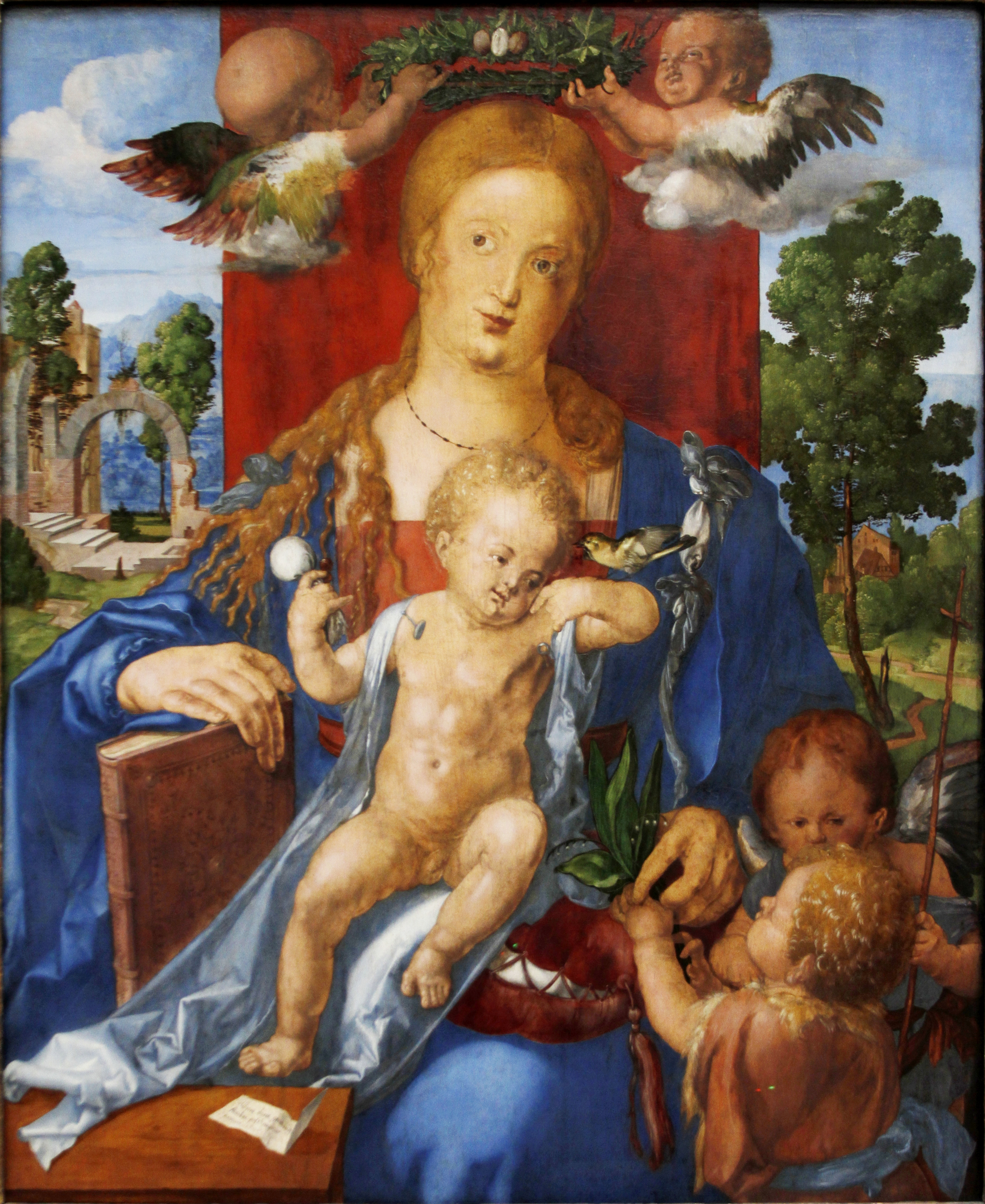
布製のおしゃぶり - 1506 アルブレヒト・デューラー

おしゃぶりは、固い歯固めリングの延長であると同時に、19世紀アメリカで使われていた柔らかい乳首（sugar-tits, sugar-teats or sugar-rags ）の代用品でもあった。ある著述家は"sugar-teat"は古いリネンの端切れにスプーン一杯の砂糖を包みこんで周りを糸で固く縛り小さな球状にしたもの、と形容した。
北欧などでは食べ物を包みこんだ布も赤ん坊にあてがわれた。肉や脂身の塊を布に包んだもの、しばしばブランディーで湿らしたものが用いられる地方もあった。ドイツ語圏ではLutschbeutelといい、甘いパンやケシ粒のまわりにキレをまいたものが用いられることもあった。デューラーの聖母子像（1506年）では、赤ん坊の手に布製のおしゃぶりが見える。
1800年代、比喩ではなく文字通り「銀のスプーン」をくわえた赤ん坊が見られたー富裕階級の赤ん坊には、銀製の歯固めがしばしば与えられたのである。その他の貴重な材料、真珠やサンゴなども病を遠ざけると信じられて用いられることがあった。サンゴは全ての悪を遠ざけると信じられ、17-19世紀イギリスでは、 a coral はサンゴ、象牙、骨などでできた歯固めを指した。ある博物館の学芸員は、これらの材質は「共感呪術」（"sympathetic magic"）として用いられ、動物の骨は赤ん坊が痛みに耐えられるような動物の力を象徴するのだ、とした。

## デメリット
赤ん坊がおしゃぶりを喜ばない場合はシロップや蜂蜜につけてから与えると良いという意見があったが、これは赤ん坊の歯に悪影響を及ぼすことが分かっている。また、蜂蜜中にはボツリヌス菌の芽胞が含まれていることがあるため、消化器官が未発達な乳児に与えるのは危険である。

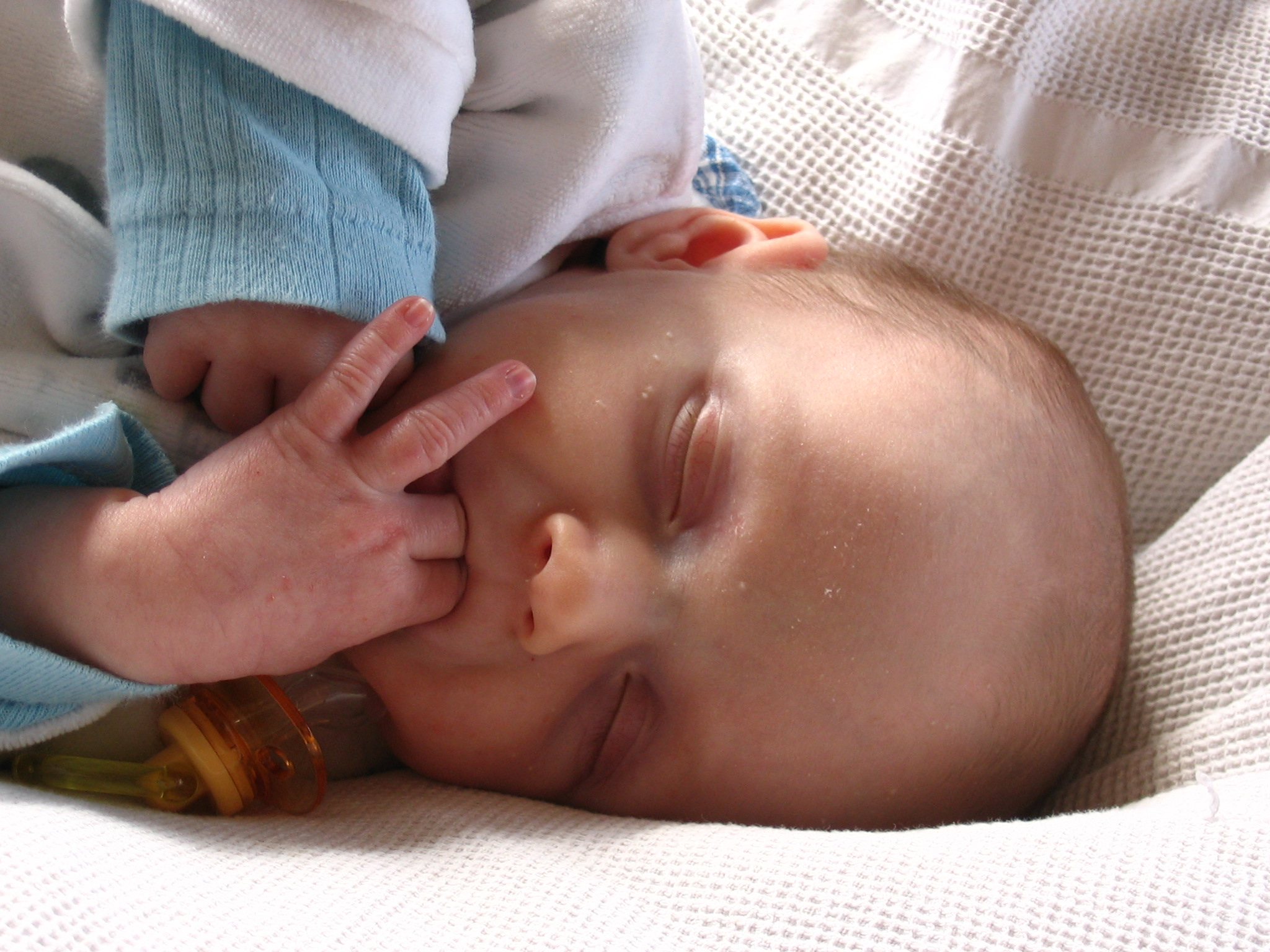
乳児はおしゃぶりや指を吸うと落ち着くことがある

おしゃぶりは、特に生後6週間以内に与えた場合、母乳栄養の妨げになる場合がある。またおしゃぶりを吸う子どもは中耳炎になりやすい傾向がある(3歳以降も指しゃぶりを続けていると歯並びやかみ合わせに悪影響が出る可能性もある指しゃぶりも参照）。
また、日本小児科学会や日本小児歯科学会などの会員でつくる検討委員会は、長期間おしゃぶりを使っていると、歯並びに悪影響が出るとしている。
常におしゃぶりをくわえていることで言葉の練習が妨げられて、言葉の発達が遅れるかもしれない。1歳をすぎたら徐々に減らすように仕向けていく。指しゃぶりよりおしゃぶりのほうがくせになりやすい傾向がある。
ただし、物や指をしゃぶることは後述のように赤ん坊にとって重要な学習でもあるので、特に3ヵ月から1歳未満では無理に止めさせないほうが良いと言われている。

## メリット
研究者は、乳幼児の突然死のリスク軽減効果があることを発見した 。指しゃぶりよりおしゃぶりの方がましだと考える保護者もいる。また、口をふさぐことによって必然的に口呼吸ができなくなるため、鼻呼吸の練習になる、ともされている。
おしゃぶりや指しゃぶりは自然な反応であって、赤ん坊は物や指を口に入れることで物の形や性質や自分の体について学習していく。赤ん坊は出生前、胎内にいるときから指しゃぶりをしているといわれる。誤飲や衛生面に気を付けさえすれば1歳未満の指しゃぶりはむしろ好ましいとされている。3歳以降も指しゃぶりを続けていると歯並びやかみ合わせに悪影響が出る可能性もある（指しゃぶりも参照）

## そのほかのリスク
- おしゃぶり使用により成人期の知能が低下[21]
- おしゃぶり使用が母乳栄養の妨げとなる[22][23][24][25]
- おしゃぶり使用で中耳炎罹患率が2倍になる[26][27][28]
- おしゃぶり使用で乳幼児の口腔内に76.4%カンジダ菌が感染・定着[29][30]
- おしゃぶり使用乳児に耳痛、腹痛、下痢、嘔吐、発熱、喘鳴の既往が多い[31][32]
- おしゃぶり使用でう蝕罹患率が高くなる[33][34]
- おしゃぶり使用による小児のカンジダ菌感染が内因型喘息の発症因子となりうる[35]
- おしゃぶり使用乳児に発育不全が多い[36]
- おしゃぶり使用でPFDSを発症する[37]。

## 望ましい使用方法
アメリカ小児歯科学会の「指しゃぶりとおしゃぶりの習慣についての指針」（'Policy on Thumb, Finger and Pacifier Habits'）は「ほとんどの子どもの場合、前歯の永久歯が生えるまではおしゃぶりを使用しても心配しなくてよい」としている。
アメリカ小児科学会は「おしゃぶりの使用を抑制するのはやめるほうがよいようである」とし、零歳時の就寝時のおしゃぶり使用を推奨している。ただし母乳栄養の母親には、母乳栄養が確立するまでの数週間はおしゃぶりの使用を待ったほうがよいとしている。
日本小児科学会と日本小児歯科学会らで作る保険検討委員会は「おしゃぶりについての考え方」の中で、「発語やことばを覚える1歳過ぎになったら常時使用しないようにする」「おそくとも2歳半までに使用を中止するようにする」としている。

## 乳幼児に広がるおしゃぶりによる健康被害への日本政府の対応
日本厚生労働省は2006年に起きた「おしゃぶり訴訟」を受けて母子手帳を改正。 全国の乳幼児に広がるおしゃぶりによる健康被害を重くみて、日本医師会・日本歯科医師会・日本産婦人科学会・日本産婦人科医会・日本小児科学会・日本小児科医会等、関係諸団体了承のもと、2007年度の母子手帳より「おしゃぶりの長期間の使用によるかみ合わせへの影響について」の記述を新規追加して、おしゃぶりの早めの使用中止・注意や相談を呼びかけるなど、異例に早い対応を示した。また、全国の保健所・病院等での乳幼児健診の際には母子手帳の記載に基づき、おしゃぶり使用の注意が徹底されるようになった。
日本経済産業省はおしゃぶり常用による乳幼児の健康被害が全国的に広がるなか事態を重くみて、2007年、消費生活用製品安全法を改正。「おしゃぶり誘発性の歯列、顎、顔の変形症」について省令で定める「身体の障害」、政令で定める「治療・治癒に30日以上要するもの」に該当するものとし、販売メーカーに「重大製品事故」として、事故発生を知った日から10日以内に経済産業省への報告を義務付けた（消費生活用製品安全法）。

## アニメ・ファッション・文化
テレビアニメザ・シンプソンズのマギー・シンプソンはおしゃぶりを片時も離さず、チュウチュウと吸う音を立てることでコミュニケーションを取っている。
1990年代半ば、おしゃぶりはアメリカのファッション界に注目され、十代のアクセサリーとして流行した。これは一部で、ある種のテクノ音楽と違法ドラッグMDMA（エクスタシー）に関係があるとされ、各地で禁止された。
オーストラリア英語では、"spit the dummy（おしゃぶりを吐き出す）" が「かんしゃくを起こす」という意味の口語的表現となった。